# 2023年至2024年德国足协杯
2023年至2024年德国足协杯（德語：DFB-Pokal 2023/24）是采取淘汰制的德国足协杯的第81届赛事。这项赛事由德国足球协会运营，它被视为继德国足球甲级联赛之后，德国足球第二重要的俱乐部锦标。共有64支球队参与本届赛事角逐，其中包括参加了去季德甲和德乙的所有俱乐部。六圈赛事定于2023年8月11日揭幕，至2024年5月25日结束，决赛将在柏林奥林匹克体育场举行，这座名副其实的中立场地自1985年以来一直承办决赛。本届赛事的卫冕冠军为德甲球队RB莱比锡，它们在去季决赛中以2比0击败了和睦法兰克福。
德国足协杯的优胜者将自动获得2024-25赛季欧洲联赛分组赛阶段的参赛资格。若优胜球队已通过德甲排名取得欧洲冠军联赛的参赛资格，那么该欧洲联赛资格将由德甲第六名球队获得，而德甲第七名球队将顺延参加欧洲协会联赛的第二轮资格赛。优胜球队还将在来赛季初主办2024年德国超级杯，并将对阵2023-24赛季德甲冠军。

## 赛制

### 参赛资格
德国足协杯是以64支球队开始角逐。去季德甲和德乙的全部36支球队，以及德丙的前四名球队自动获得参赛资格。剩余的名额中有21个给予各地区足球协会，即地区足协杯冠军。最后的3个名额，则给予三个拥有最多男子球队的地区协会，当前为巴伐利亚、下萨克森和威斯特法伦。其中下萨克森的名额是给予下萨克森杯业余组的冠军；而巴伐利亚及威斯特法伦的名额分别给予巴伐利亚地区联赛和威斯特法伦高级联赛中排名最高的该协会俱乐部。由于每支球队都有权参加地方赛事以争取从各地足协杯突围，因此原则上每支球队都可以竞争德国足协杯。预备队不允许参赛，因此不会出现同一协会或组织有两支相同球队参赛的情况。

### 抽签
不同的轮次将按照如下规则进行抽签：
在第一圈比赛中，参赛球队将分为两档、每档32支球队。第一档包括通过地区杯赛晋级的球队、德丙联赛的前四名球队和德乙联赛的后四名球队。这一档的每支球队都将抽中一支第二档球队，后者包括所有剩余的职业球队（所有德甲球队和余下的14支德乙球队）。在此过程中，第一档球队将被设定为主场作战。
第二圈也采用两档制，已晋级的德丙联赛和/或业余球队将进入第一档，余下的德甲和德丙联赛球队将进入第二档。然而此时两档的数量不需要相同，这主要取决于第一圈的赛果。从理论上讲，倘若第一圈时其中一档的所有球队均击败了另一档的球队，则第二圈甚至有可能只有一个分档。当其中一档被抽完时，剩余的对阵将在另一档中继续抽签，先被抽出的球队将进行主场作战。
对于再往后的轮次或决赛，将归为同一个档次进行抽签。任何晋级的德丙球队以及/或业余球队将成为主队——如果他们抽中的是职业球队。而在其他情况下，先被抽出的球队将进行主场作战。
决赛将在柏林奥林匹克体育场作为中立场地举行。首场半决赛的胜者会被视为“主队”，可优先选择出赛球衣。

### 比赛规则
每支球队每圈进行一场比赛。比赛时间为90分钟，分为各45分钟的两个半场进行。若90分钟的常规比赛内战成平局，则需进行两个半场为期15分钟的加时赛；若加时赛仍未分出胜负，则需进行点球大战决胜。首先主罚点球的球队将通过掷硬币决定。每队共有9名球员允许出现在替补席，常规时间内最多可替换5人。然而，每支球队只有三次换人机会，加时赛可增加至第四次，不包括在中场休息、加时赛开始前和加时赛中场休息时进行的换人。从四分之一决赛开始，德国足协杯的所有比赛场次都将使用视频助理裁判（VAR）。尽管技术上可行，VAR却不会在四分之一决赛前用于德甲球队的主场比赛，以便为所有的比赛提供统一的方针。

### 红黄牌
若球员在赛事期间累计获得5张黄牌，则将在下一场比赛中停赛。若球员在单场比赛中累计两张黄牌被罚下场，也将在下一场比赛中停赛。若球员在单场比赛中被红牌罚下，则将视情况而定被禁赛至少一场。

### 冠军资格
德国足协杯的冠军将自动获得来季欧洲联赛分组赛阶段的参赛资格。如果它已通过德甲联赛的排名入围更高级别的欧洲冠军联赛，其资格将授予联赛第六名；而欧洲联赛第三轮资格赛的资格则顺延授予联赛第七名。足协杯冠军还将在来季初期获得德国超级杯的主办权，对阵去季德甲联赛冠军——除非同一支球队同时赢得德甲联赛和德国足协杯，实现双冠王。在这种情况下，其资格将授予德甲联赛亚军。

## 参赛球队
以下64支球队获得了本届德国足协杯的参赛资格：
| 德甲 18支球队来自2022–23赛季 | 德乙 18支球队来自2022–23赛季 | 德丙 前四名球队来自2022–23赛季 |
| - 奥格斯堡 - 柏林赫塔 - 柏林联 - 波鸿足球俱乐部 - 云达不来梅 - 普鲁士多特蒙德 - 和睦法兰克福 - 弗赖堡 - 霍芬海姆1899 - 科隆 - RB莱比锡 - 拜耳勒沃库森 - 美因茨05 - 普鲁士门兴格拉德巴赫 - 拜仁慕尼黑 - 沙尔克04 - 斯图加特 - 沃尔夫斯堡 | - 阿米尼亚比勒费尔德 - 和睦不伦瑞克 - 达姆施塔特98 - 福尔图娜杜塞尔多夫 - 格罗伊特菲尔特 - 汉堡 - 汉诺威96 - 海登海姆 - 凯泽斯劳滕 - 卡尔斯鲁厄 - 荷尔斯泰因基尔 - 马格德堡 - 纽伦堡 - 帕德博恩07 - 雅恩雷根斯堡 - 汉莎罗斯托克 - 桑德豪森 - 圣保利 | - 埃尔沃斯贝格 - 奥斯纳布吕克 - 韦恩威斯巴登 - 萨尔布吕肯 |
| 地区足协代表 21个地区足协的24支球队（主要）来自地区足协杯 | | |
| 巴登 - 阿斯托里亚瓦尔多夫 巴伐利亚 - 翁特哈兴(LC) - 伊勒蒂森(CW) 柏林 - 柏林马卡比 勃兰登堡 - 科特布斯能量 不来梅 - 上诺伊兰 汉堡 - 条顿尼亚奥滕森 黑森 - FSV法兰克福                                                                   | 下莱茵 - 红白埃森 下萨克森 - 阿特拉斯代尔门霍斯特(3L/RL) - 贝森布吕克（Am.） 梅克伦堡-前波美拉尼亚 - 罗斯托克人 中莱茵 - 维多利亚科隆 莱茵兰 - 红白科布伦茨 萨尔兰 - 洪堡08 萨克森 - 莱比锡火车头                                                   | 萨克森-安哈尔特 - 哈勒 石勒苏益格-荷尔斯泰因 - 吕贝克 南巴登 - 上阿赫恩 西南 - 肖特美因茨 图林根 - 卡尔蔡斯耶拿 威斯特法伦 - 居特斯洛（CW） - 普鲁士明斯特（RW） 符腾堡 - 巴林根 |

## 日程表

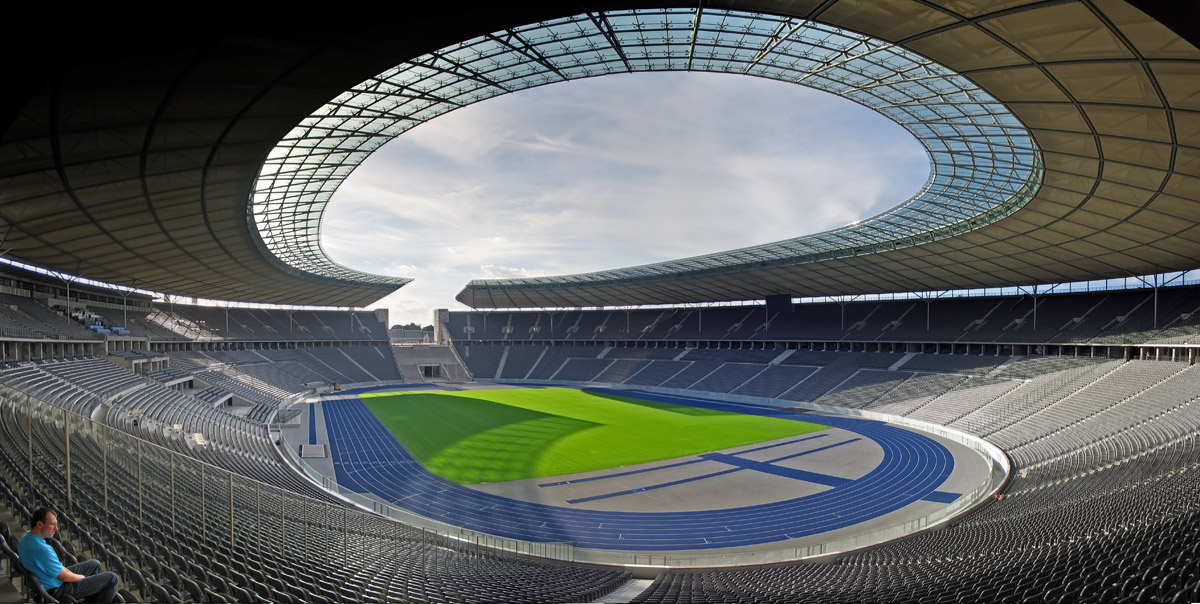
位于柏林的奥林匹克体育场将承办决赛

除非另有说明，所有抽签通常都于每一圈比赛后的周日傍晚18:00在多特蒙德的德国足球博物馆举行。德国电视一台的“体育纵览”栏目会对每轮抽签进行现场直播。
2023-24赛季的比赛轮次时间安排如下：
| 阶段         | 抽签日期       | 比赛日期                          |
| ------------ | -------------- | --------------------------------- |
| 第一圈       | 2023年6月18日  | 2023年8月11－14日与9月26－27日    |
| 第二圈       | 2023年10月1日  | 2023年10月31日－11月1日           |
| 八分之一决赛 | 2023年11月5日  | 2023年12月5－6日                  |
| 四分之一决赛 | 2023年12月10日 | 2024年1月30－31日与2月6－7日      |
| 半决赛       | 2024年2月11日  | 2024年4月2－3日                   |
| 决赛         | 2024年2月11日  | 2024年5月25日于柏林奥林匹克体育场 |

## 比赛
总共将进行63场比赛，从2023年8月11日的第一圈开始，到2024年5月25日在柏林奥林匹克体育场举行的决赛结束。
2023年10月28日之前和2024年3月31日之后的时间为欧洲中部夏令时间（UTC+2）。2023年10月29日至2023年3月30日的时间为欧洲中部时间（UTC+1）。

### 第一圈
第一圈抽签仪式于2023年6月18日在多特蒙德的德国足球博物馆举行。仪式由德国女子撑杆跳运动员莎拉·福格尔担任抽签嘉宾，而德国足协主席贝恩德·诺伊恩多夫则担任开签人。32场比赛中的30场将于2023年8月11日至14日举行，涉及2023年德国超级杯（8月12日举行）参赛者的其余两场比赛则延后至9月26日至27日举行。
| 2023年8月11日                | 桑德豪森                                                  | 3–3 (加時) (4–2 )                  | 汉诺威96                        | 桑德豪森                                                   |
| 18:00                        | - 亨宁斯 45+3'（） - 阿雷-姆比 77'（乌龙球） - 克尼平 86' | 報告                               | - 绍布 27' - 42' - 托伊歇特 82' | 場館： 哈特森林BWT体育场 入場人數： 4,605 ： 德尼兹·艾泰金 |
|                              |                                                           |                                    |                                 |                                                            |
| - 米林 - 马西耶夫斯基 - 扎因 |                                                           | - 贝祖赫科夫 - 特雷索尔迪 - 恩斯特 |                                 |                                                            |

| 2023年8月11日 | 萨尔布吕肯                | 2–1  | 卡尔斯鲁厄 | 萨尔布吕肯                                                     |
| 18:00         | - 齐韦亚 47' - 布林克 90' | 報告 | 65'        | 場館： 路德维希公园体育场 入場人數： 14,284 ： 阿尔内·阿尔宁克 |

| 2023年8月11日 | 贝森布吕克 | 0–7  | 普鲁士门兴格拉德巴赫                                                       | 奥斯纳布吕克                                             |
| 18:00         |            | 報告 | - 奥诺拉 21', 56' - 恩古穆 26' - 奇万恰拉 32', 34' - 哈克 77' - 拉诺斯 89' | 場館： 不来梅桥体育场 入場人數： 16,098 ： 亚历山大·扎特 |

| 2023年8月11日 | 和睦不伦瑞克 | 1–3  | 沙尔克04                   | 不伦瑞克                                                 |
| 20:45         | 乌贾 12'     | 報告 | - 卡拉曼 19' - 42' - 90+4' | 場館： 和睦体育场 入場人數： 21,800 ： 帕特里克·伊特里希 |

| 2023年8月12日 | 巴林根 | 0–4  | 斯图加特                                          | 罗伊特林根                                                 |
| 13:00         |        | 報告 | - 米约 25' - 西拉斯 34' - 吉拉西 43' - 远藤航 55' | 場館： 克罗伊采歇体育场 入場人數： 13,400 ： 罗伯特·坎普卡 |

| 2023年8月12日 | 卡尔蔡斯耶拿 | 0–5  | 柏林赫塔                                                 | 耶拿                                                          |
| 13:00         |              | 報告 | - 6' - 塔巴科维奇 47' - 里希特 49', 52' - 乌雷莫维奇 59' | 場館： 恩斯特·阿贝运动场 入場人數： 13,000 ： 弗洛里安·赫夫特 |

| 2023年8月12日 | 阿特拉斯代尔门霍斯特 | 0–5  | 圣保利                                                                         | 代尔门霍斯特                                                          |
| 15:30         |                      | 報告 | - 史密斯 24' - 朔贝特 59'（乌龙球） - 扎德 68' - 哈特尔 70'（） - 阿弗拉扬 88' | 場館： 市立迪斯滕奥特街畔体育场 入場人數： 4,999 ： 帕特里克·施文格斯 |

| 2023年8月12日 | 上诺伊兰     | 1–9  | 纽伦堡                                                                                  | 不来梅                                                   |
| 15:30         | 兰贝尔斯 89' | 報告 | - 乌尊 10', 14', 67' - 林大地 15' - 居尔莱延 19' - 杜曼 25', 29'（） - 71' - 达费纳 90' | 場館： 马尔科·莫克体育场 入場人數： 2,187 ： 卢卡斯·贝嫩 |

| 2023年8月12日 | 肖特美因茨 | 1–6  | 普鲁士多特蒙德                          | 美因茨                                               |
| 15:30         | 甘斯 34'   | 報告 | - 22', 35' - 24' - 57' - 马伦 79' - 85' | 場館： 美瓦竞技场 入場人數： 30,312 ： 本亚明·布兰德 |

| 2023年8月12日 | 维多利亚科隆                         | 3–2  | 云达不来梅             | 科隆                                                        |
| 15:30         | - 菲利普 72', 79' - 博吉切维奇 90+4' | 報告 | - 杜克施 43' - 77'（） | 場館： 赫恩贝格体育公园 入場人數： 8,343 ： 弗兰克·维伦博格 |

| 2023年8月12日 | 条顿尼亚奥滕森 | 0–8  | 拜耳勒沃库森                                                         | 汉堡                                               |
| 15:30         |                | 報告 | - 16' - 博尼费斯 42' - 45+1' - 阿德利 59'（） - 67' - 74', 89' - 81' | 場館： 米勒门体育场 入場人數： 11,035 ： 汤姆·鲍尔 |

| 2023年8月12日 | 居特斯洛 | 0–2  | 荷尔斯泰因基尔        | 居特斯洛                                                    |
| 15:30         |          | 報告 | 弗里兹永松 72', 90+3' | 場館： 海德瓦尔德体育场 入場人數： 5,259 ： 帕特里克·克塞尔 |

| 2023年8月12日 | 哈勒 | 0–1  | 格罗伊特菲尔特 | 哈勒                                                           |
| 18:00         |      | 報告 | 西布 18'       | 場館： 洛伊纳化学体育场 入場人數： 13,000 ： 弗洛里安·埃克斯纳 |

| 2023年8月12日 | 埃尔沃斯贝格 | 0–1  | 美因茨05       | 施皮森-埃尔沃斯贝格                                            |
| 18:00         |              | 報告 | 阿约克 73'（） | 場館： 帝王椴旁悟兹法姆竞技场 入場人數： 10,000 ： 马丁·彼得森 |

| 2023年8月12日       | 阿米尼亚比勒费尔德              | 2–2 (加時) (4–1 )   | 波鸿                     | 比勒费尔德                                             |
| 18:00               | - 希普诺斯基 25' - 比安卡迪 29' | 報告                | - 浅野拓磨 45+2' - 90+1' | 場館： 旭格竞技场 入場人數： 21,452 ： 斯文·雅布隆斯基 |
|                     |                                 |                     |                          |                                                        |
| - 戈尔克 - 水多海斗 |                                 | - 施特格 - 马绍维奇 |                          |                                                        |

| 2023年8月13日 | 罗斯托克人 | 0–8  | 海登海姆                                                               | 罗斯托克                                                |
| 13:00         |            | 報告 | - 贝克 9' - 12', 15' - 马洛尼 18' - 38', 72' - 丁克奇 53' - 席默尔 87' | 場館： 波罗的海体育场 入場人數： 3,500 ： 尼古拉斯·温特 |

| 2023年8月13日 | 红白埃森                               | 3–4 (加時) | 汉堡                                         | 埃森                                                       |
| 13:00         | - 米泽尔 42' - 敦布亚 56' - 布鲁梅 83' | 報告       | - 雅塔 37', 54' - 格拉策尔 66' - 贝奈什 117' | 場館： 港口街畔体育场 入場人數： 18,600 ： 菲利克斯·茨瓦尔 |

| 2023年8月13日 | 伊勒蒂森       | 1–3  | 福尔图娜杜塞尔多夫                                      | 伊勒蒂森                                                |
| 15:30         | 弗里索格尔 41' | 報告 | - 弗里索格尔 3'（乌龙球） - 费尔迈伊 27' - 佐利斯 90+1' | 場館： 弗林体育场 入場人數： 3,719 ： 拉尔斯·埃尔布斯特 |

| 2023年8月13日 | 柏林马卡比 | 0–6  | 沃尔夫斯堡                                   | 柏林                                                |
| 15:30         |            | 報告 | - 8' - 温德 9' - 托马斯 53', 89' - 57' - 79' | 場館： 莫姆森体育场 入場人數： 4,800 ： 莉姆·侯赛因 |

| 2023年8月13日 | 红白科布伦茨 | 0–5  | 凯泽斯劳滕                                                     | 科布伦茨                                               |
| 15:30         |              | 報告 | - 博伊德 19', 90' - 尼许斯 35' - 托米亚克 43' - 雷东多 66'（） | 場館： 上韦特体育场 入場人數： 10,176 ： 萨沙·斯特格曼 |

| 2023年8月13日 | 翁特哈兴                  | 2–0  | 奥格斯堡 | 下哈兴                                                 |
| 15:30         | - 费奇 28' - 马西戈 90+4' | 報告 |          | 場館： 下哈兴体育公园 入場人數： 12,500 ： 蒂莫·格拉赫 |

| 2023年8月13日 | 莱比锡火车头 | 0–7  | 和睦法兰克福                                                                | 莱比锡                                                          |
| 15:30         |              | 報告 | - 37' - 格策 58' - 马尔穆什 66' - 迪纳埃宾贝 73', 90+1' - 恩甘卡姆 76', 87' | 場館： 布鲁诺·普拉赫体育场 入場人數： 11,100 ： 米夏埃尔·巴赫尔 |

| 2023年8月13日 | 上阿赫恩 | 0–2  | 弗赖堡             | 弗赖堡                                                   |
| 15:30         |          | 報告 | - 60' - 绍洛伊 77' | 場館： 德赖萨姆体育场 入場人數： 24,500 ： 理夏德·亨佩尔 |

| 2023年8月13日 | 科特布斯能量 | 0–7  | 帕德博恩07                                                                                | 科特布斯                                             |
| 18:00         |              | 報告 | - 佩利万 4'（） - 穆斯利乌 11' - 比尔比亚 20', 51' - 穆斯利亚 64' - 克拉斯 83' - 汉森 85' | 場館： 友谊体育场 入場人數： 12,469 ： 罗伯特·施罗德 |

| 2023年8月13日 | 阿斯托里亚瓦尔多夫 | 0–4  | 柏林联                                  | 瓦尔多夫                                                             |
| 18:00         |                    | 報告 | - 29'（） - 贝克尔 38' - 莱特 41' - 80' | 場館： 迪特玛·霍普体育公园 入場人數： 4,000 ： 沃尔夫冈·哈斯尔贝格尔 |

| 2023年8月13日              | FSV法兰克福    | 1–1 (加時) (0–3 )            | 汉莎罗斯托克 | 法兰克福                                                   |
| 18:00                      | 麦克勒莫尔 29' | 報告                         | 居莱尔 83'   | 場館： PSD银行竞技场 入場人數： 7,374 ： 克里斯蒂安·丁格特 |
|                            |                |                              |              |                                                            |
| - 阿萨瓦赫 - 法莱 - 埃默林 |                | - 巴赫曼 - 罗西帕尔 - 居莱尔 |              |                                                            |

| 2023年8月14日 | 洪堡08                                 | 3–0  | 达姆施塔特98 | 洪堡                                                     |
| 18:00         | - 门德勒 10' - 海利希 49' - 哈雷斯 81' | 報告 |              | 場館： 洪堡森林体育场 入場人數： 12,000 ： 丹尼尔·施拉格 |

| 2023年8月14日 | 雅恩雷根斯堡 | 1–2  | 马格德堡                | 雷根斯堡                                              |
| 18:00         | 科特尔 63'   | 報告 | - 舒勒 16' - 于戈内 59' | 場館： 雅恩体育场 入場人數： 6,500 ： 帕特里克·阿尔特 |

| 2023年8月14日 | 吕贝克           | 1–4  | 霍芬海姆1899                               | 吕贝克                                                     |
| 18:00         | 格聚西林 34'（） | 報告 | - 42', 60'（） - 比尔特 69' - 尤斯特凡 76' | 場館： 鞣革磨坊体育场 入場人數： 13,000 ： 弗洛里安·莱希纳 |

| 2023年8月14日 | 奥斯纳布吕克   | 1–3 (加時) | 科隆                            | 奥斯纳布吕克                                                     |
| 20:45         | 马克里迪斯 73' | 報告       | - 43' - 阿达米扬 93' - 沙博 97' | 場館： 不来梅桥体育场 入場人數： 15,741 ： 弗洛里安·巴德施蒂布纳 |

| 2023年9月26日 | 普鲁士明斯特 | 0–4  | 拜仁慕尼黑                                            | 明斯特                                                     |
| 20:45         |              | 報告 | - 舒波-莫廷 9' - 莱默 40' - 克雷齐希 45+5' - 特尔 86' | 場館： 普鲁士体育场 入場人數： 12,794 ： 马蒂亚斯·约伦贝克 |

| 2023年9月27日 | 韦恩威斯巴登      | 2–3  | RB莱比锡        | 威斯巴登                                               |
| 20:45         | 普尔塔因 41', 73' | 報告 | - 7' - 18', 70' | 場館： 碧然德竞技场 入場人數： 12,000 ： 罗伯特·哈特曼 |

### 第二圈
第二圈抽签仪式于2023年10月1日的19:15在多特蒙德的德国足球博物馆举行，并由德国电视一台提供转播。仪式由德国前国脚担任抽签嘉宾，而德国足协副主席彼得·弗里穆特则担任开签人。与第一圈正赛一样，球队被分入两个签池；一个签池是来自德丙及以下的晋级球队，在另一个签池里的则是来自德甲和德乙的晋级球队。第一签池的球队也将自动获得主场权利。一旦有签池抽完，抽签将继续在剩余的签池中进行，在此情况下，首先抽到配对的球队将获得主场作赛权。比赛将于10月31日和11月1日举行。
| 2023年10月31日 | 洪堡08                    | 2–1  | 格罗伊特菲尔特 | 洪堡                                                      |
| 18:00          | - 艾泽勒 31' - 哈雷斯 83' | 報告 | - 赫尔戈塔 52' | 場館： 洪堡森林体育场 入場人數： 5,000 ： 弗洛里安·莱希纳 |

| 2023年10月31日 | 圣保利                             | 2–1 (加時) | 沙尔克04       | 汉堡                                                       |
| 18:00          | - 哈特尔 57'（） - 埃格施泰因 102' | 報告       | - 卡明斯基 16' | 場館： 米勒恩门体育场 入場人數： 29,546 ： 巴斯蒂安·丹克特 |

| 2023年10月31日 | 斯图加特 | 1–0  | 柏林联 | 斯图加特                                            |
| 18:00          | 45'      | 報告 |        | 場館： MHP竞技场 入場人數： 54,000 ： 萨沙·斯特格曼 |

| 2023年10月31日 | 沃尔夫斯堡 | 1–0  | RB莱比锡 | 沃尔夫斯堡                                                       |
| 18:00          | 14'        | 報告 |          | 場館： 大众汽车竞技场 入場人數： 16,031 ： 弗洛里安·巴德施蒂布纳 |

| 2023年10月31日                        | 阿米尼亚比勒费尔德 | 1–1 (加時) (3–4 )                            | 汉堡     | 比勒费尔德                                           |
| 20:45                                 | 希普诺斯基 11'     | 報告                                         | 贾塔 77' | 場館： 旭格竞技场 入場人數： 26,500 ： 罗伯特·坎普卡 |
|                                       |                    |                                              |          |                                                      |
| - 戈尔克 - 水多海斗 - 格罗塞尔 - 韦尔 |                    | - 贝奈什 - 穆海姆 - 格拉策尔 - 克拉恩 - 海尔 |          |                                                      |

| 2023年10月31日 | 翁特哈兴                             | 3–6 (加時) | 福尔图娜杜塞尔多夫                                                       | 下哈兴                                                   |
| 20:45          | - 霍布施 34', 55' - 斯卡拉提迪斯 71' | 報告       | - 克劳斯 65' - 约翰内松 67', 79', 107' - 措利斯 115' - 亚斯琴布斯基 117' | 場館： 下哈兴体育公园 入場人數： 10,000 ： 亚历山大·扎特 |

| 2023年10月31日 | 普鲁士门兴格拉德巴赫       | 3–1  | 海登海姆   | 门兴格拉德巴赫                                     |
| 20:45          | - 佩福克 3', 9' - 哈克 44' | 報告 | - 贝克 78' | 場館： 普鲁士公园 入場人數： 40,000 ： 蒂莫·格拉赫 |

| 2023年10月31日 | 凯泽斯劳滕                         | 3–2  | 科隆        | 凯泽斯劳滕                                                      |
| 20:45          | - 塔奇 19' - 雷东多 47' - 里特 65' | 報告 | - 71' - 81' | 場館： 弗里茨·瓦尔特体育场 入場人數： 49,327 ： 斯文·雅布隆斯基 |

| 2023年11月1日 | 桑德豪森                  | 2–5  | 拜耳勒沃库森                       | 桑德豪森                                                      |
| 18:00         | - 埃利希 50' - 本巴拉 57' | 報告 | - 21'（） - 54' - 85' - 88', 90+2' | 場館： 哈特森林BWT体育场 入場人數： 10,022 ： 斯文·雅布隆斯基 |

| 2023年11月1日                                | 荷尔斯泰因基尔                                         | 3–3 (加時) (3–4 )                              | 马格德堡                                      | 基尔                                                   |
| 18:00                                        | - 黑贝尔 61'（乌龙球） - 68'（乌龙球） - 皮希勒 120+2' | 報告                                           | - 博克霍恩 3' - 克雷姆皮茨基 11' - 阿梅奇 93' | 場館： 荷尔斯泰因体育场 入場人數： 11,112 ： 汤姆·鲍尔 |
|                                              |                                                        |                                                |                                               |                                                        |
| - 町野修斗 - 西马卡拉 - 克莱内-贝克尔 - 罗特 |                                                        | - 孔德 - 阿梅奇 - 博克霍恩 - 尼亚卡 - 阿尔斯兰 |                                               |                                                        |

| 2023年11月1日 | 弗赖堡 | 1–3  | 帕德博恩07                        | 弗赖堡                                                       |
| 18:00         | 70'    | 報告 | - 比尔比亚 4', 56' - 穆斯利亚 33' | 場館： 欧洲公园体育场 入場人數： 31,500 ： 克里斯蒂安·丁格特 |

| 2023年11月1日 | 普鲁士多特蒙德 | 1–0  | 霍芬海姆1899 | 多特蒙德                                                     |
| 18:00         | 43'            | 報告 |              | 場館： 西格纳伊度纳公园 入場人數： 81,365 ： 哈尔姆·奥斯默斯 |

| 2023年11月1日 | 维多利亚科隆 | 0–2  | 和睦法兰克福 | 科隆                                                      |
| 20:45         |              | 報告 | - 14' - 90'  | 場館： 赫恩贝格体育公园 入場人數： 8,343 ： 马克斯·布尔达 |

| 2023年11月1日 | 萨尔布吕肯                    | 2–1  | 拜仁慕尼黑 | 萨尔布吕肯                                                     |
| 20:45         | - 松特海默 45+1' - 高斯 90+6' | 報告 | 穆勒 16'   | 場館： 路德维希公园体育场 入場人數： 16,003 ： 弗兰克·维伦博格 |

| 2023年11月1日 | 纽伦堡                               | 3–2 (加時) | 汉莎罗斯托克                | 纽伦堡                                        |
| 20:45         | - 奥抜侃志 63' - 洛肯佩尔 90+5', 99' | 報告       | - 布鲁马多 58' - 金松比 74' | 場館： 马克斯·莫洛克体育场 ： 阿尔内·阿尔宁克 |

| 2023年11月1日 | 柏林赫塔                              | 3–0  | 美因茨05 | 柏林                                                         |
| 20:45         | - 45+3'（） - 塔巴科维奇 50'（）, 61' | 報告 |          | 場館： 奥林匹克体育场 入場人數： 29,621 ： 马蒂亚斯·约伦贝克 |

### 八分之一决赛
八分之一决赛抽签仪式于2023年11月5日，作为德国电视二台（ZDF）转播拜仁慕尼黑对阵沃尔夫斯堡之间的女足德甲比赛的一部分，而于中场休息期间现场直播。与往常一样，抽签仪式在多特蒙德的德国足球博物馆举行。仪式由女子自行车运动员德妮泽·辛德勒担任抽签嘉宾，而德国足协副主席彼得·弗里穆特则担任开签人。从本阶段开始，抽签只保留一个签池；首先抽出进入配对的球队将会获得主场权利。仅有的例外是萨尔布吕肯和洪堡08，由于所处的联赛等级较低，如果遇到德甲或德乙球队，它们将获得主场优势。全部八场比赛将分别于2023年12月5日和6日举行。
进入八分之一决赛的德乙球队（8队）多于德甲球队（6队）。这是自1992-93赛季以来第一次只有6支德甲俱乐部能够晋级十六强（当时是云达不来梅、普鲁士多特蒙德、和睦法兰克福、卡尔斯鲁厄、纽伦堡和拜耳勒沃库森）。
| 2023年12月5日 | 凯泽斯劳滕            | 2–0  | 纽伦堡 | 凯泽斯劳滕                                                        |
| 18:00         | - 塔奇 75' - 阿赫 78' | 報告 |        | 場館： 弗里茨·瓦尔特体育场 入場人數： 48,300 ： 帕特里克·伊特里希 |

| 2023年12月5日 | 马格德堡   | 1–2  | 福尔图娜杜塞尔多夫 | 马格德堡                                             |
| 18:00         | 阿提克 15' | 報告 | 涅梅茨 87', 90+2'  | 場館： MDCC竞技场 入場人數： 20,090 ： 罗伯特·哈特曼 |

| 2023年12月5日 | 普鲁士门兴格拉德巴赫 | 1–0 (加時) | 沃尔夫斯堡 | 门兴格拉德巴赫                                         |
| 20:45         | 科内 120'            | 報告       |            | 場館： 普鲁士公园 入場人數： 39,827 ： 巴斯蒂安·丹克特 |

| 2023年12月5日 | 洪堡08     | 1–4  | 圣保利                                              | 洪堡                                                   |
| 20:45         | 门德勒 28' | 報告 | - 瓦尔 24' - 萨德 64' - 哈特尔 69' - 埃格施泰因 73' | 場館： 洪堡森林体育场 入場人數： 12,232 ： 马丁·彼得森 |

| 2023年12月6日 | 萨尔布吕肯                | 2–0  | 和睦法兰克福 | 萨尔布吕肯                                                   |
| 18:00         | - 布林克 64' - 克贝尔 78' | 報告 |              | 場館： 路德维希公园体育场 入場人數： 15,905 ： 丹尼尔·西伯特 |

| 2023年12月6日 | 拜耳勒沃库森               | 3–1  | 帕德博恩07 | 勒沃库森                                               |
| 18:00         | - 博尼费斯 12' - 28' - 87' | 報告 | 克拉斯 83' | 場館： 拜耳竞技场 入場人數： 29,249 ： 托比亚斯·施蒂勒 |

| 2023年12月6日 | 斯图加特    | 2–0  | 普鲁士多特蒙德 | 斯图加特                                            |
| 20:45         | - 55' - 77' | 報告 |                | 場館： MHP竞技场 入場人數： 54,500 ： 本亚明·布兰德 |

| 2023年12月6日                      | 柏林赫塔          | 3–3 (加時) (5–3 )                             | 汉堡                                          | 柏林                                                     |
| 20:45                              | - 21', 90' - 120' | 報告                                          | - 费赖 31' - 贝奈什 43' - 柯尼希斯德费尔 102' | 場館： 奥林匹克体育场 入場人數： 58,946 ： 萨沙·斯特格曼 |
|                                    |                   |                                               |                                               |                                                          |
| - 普雷夫利亚克 - 克莱门斯 - 金达维 |                   | - 贝奈什 - 穆海姆 - 格拉策尔 - 柯尼希斯德费尔 |                                               |                                                          |

### 四分之一决赛
四分之一决赛抽签仪式于2023年12月10日，作为“体育纵览”栏目的播出时段在多特蒙德的德国足球博物馆举行。仪式由新近夺得世界冠军的德国U17队主教练克里斯蒂安·维克及其助教担任抽签嘉宾。由于萨尔布吕肯身处第三级别的德丙联赛，因此会获得主场权利。三支德甲球队和四支德乙球队也晋级四分之一决赛。上一次只有三支德甲球队进入八强要追溯至2003-04赛季，当时仅存的德甲成员为普鲁士门兴格拉德巴赫、云达不来梅和拜耳勒沃库森。至此仍有五支前杯赛冠军保留着夺冠希望，分别为福尔图娜杜塞尔多夫（两届冠军，上次为1980年）、拜耳勒沃库森（1993年）、普鲁士门兴格拉德巴赫（三届，上次为1995年）、凯泽斯劳滕（两届，上次为1996年）和斯图加特（三届，上次为1997年）。全部四场比赛将分别于2024年1月30－31日和2月6－7日举行。
| 2024年1月30日                                | 圣保利                             | 2–2 (加時) (3–4 )              | 福尔图娜杜塞尔多夫            | 汉堡                                                     |
| 20:45                                        | - 哈特尔 60'（） - 布哈勒法 120+1' | 報告                           | - 费尔迈 38'（） - 田中碧 99' | 場館： 米勒恩门体育场 入場人數： 29,546 ： 萨沙·斯特格曼 |
|                                              |                                    |                                |                               |                                                          |
| - 史密斯 - 萨德 - 西纳尼 - 毛里德斯 - 哈特尔 |                                    | - 达费纳 - 恩格尔哈特 - 田中碧 |                               |                                                          |

| 2024年1月31日 | 柏林赫塔 | 1–3  | 凯泽斯劳滕                            | 柏林                                                         |
| 20:45         | 90+1'    | 報告 | - 埃尔韦迪 5' - 塔奇 38' - 卡洛奇 69' | 場館： 奥林匹克体育场 入場人數： 74,245 ： 马蒂亚斯·约伦贝克 |

| 2024年2月6日 | 拜耳勒沃库森      | 3–2  | 斯图加特           | 勒沃库森                                             |
| 20:45        | - 50' - 66' - 90' | 報告 | - 11' - 菲里希 58' | 場館： 拜耳竞技场 入場人數： 30,210 ： 丹尼尔·施拉格 |

| 2024年3月12日 | 萨尔布吕肯                | 2–1  | 普鲁士门兴格拉德巴赫 | 萨尔布吕肯                                                   |
| 20:30         | - 奈非 11' - 布林克 90+3' | 報告 | 哈克 8'              | 場館： 路德维希公园体育场 入場人數： 15,903 ： 罗伯特·哈特曼 |

### 半决赛
半决赛抽签于2024年2月11日在德国电视二台（ZDF）的“实时体育演播室”栏目中进行，仪式由德国体育记者贝拉·雷蒂担任抽签嘉宾。原本计划邀请U-17世界杯冠军成员康斯坦丁·海德出席抽签仪式，但他因病而不得不取消。全部两场比赛将分别于2024年4月2日和3日举行。
这是德国足协杯历史上首次只有一支德甲球队进入半决赛。
| 2024年4月2日 | 萨尔布吕肯 | 0 - 2 | 凯泽斯劳滕            | 萨尔布吕肯                                                   |
| 20:45        |            |       | - 里特 53' - 圖雷 75' | 場館： 路德维希公园体育场 入場人數： 15,903 ： 馬爾科·弗里茨 |

| 2024年4月3日 | 拜耳勒沃库森                                   | 4 - 0 | 福尔图娜杜塞尔多夫 | 勒沃库森                                                 |
| 20:45        | - 弗林蓬 7' - 阿德利 20' - 維爾茨 36', 60'（） | 報告  |                    | 場館： 拜耳竞技场 入場人數： 30,210 ： 克里斯蒂安·丁格特 |

### 决赛
決賽於2024年5月25日在柏林的奧林匹克運動場舉行。
| 凯泽斯劳滕 | 0–1  | 拜耳勒沃库森 |
| ---------- | ---- | ------------ |
|            | 報告 | 16'          |